# Jingadawa Belbichwa
Jingadawa Belbichwa – gaun wikas samiti w środkowej części Nepalu  w strefie Narajani w dystrykcie Rautahat. Według nepalskiego spisu powszechnego z 2001 roku liczył on 778 gospodarstw domowych i 4877 mieszkańców (2420 kobiet i 2457 mężczyzn).